# Philadelphus pueblanus
Philadelphus pueblanus är en hortensiaväxtart som beskrevs av Shiu Ying Hu. Philadelphus pueblanus ingår i släktet schersminer, och familjen hortensiaväxter. Inga underarter finns listade i Catalogue of Life.